# HAT-P-5
HAT-P-5 (Chasoň) – gwiazda w gwiazdozbiorze Lutni. Według pomiarów sondy Gaia opublikowanych w 2018 roku, jest odległa od Słońca o 523 lata świetlne. Obiega ją co najmniej jedna planeta pozasłoneczna.

## Nazwa
Gwiazda ma nazwę własną Chasoň, będącą dawnym określeniem Słońca w języku słowackim. Nazwa została wyłoniona w konkursie zorganizowanym w 2019 roku przez Międzynarodową Unię Astronomiczną w ramach stulecia istnienia organizacji. Sto państw zyskało prawo nazwania gwiazd i okrążających je planet, uczestnicy ze Słowacji mogli wybrać nazwę dla tej gwiazdy. Wybrane nazwy miały być powiązane tematycznie i związane ze Słowacją. Spośród nadesłanych propozycji zwyciężyła nazwa Chasoň dla gwiazdy i Kráľomoc dla planety.

## Charakterystyka
HAT-P-5 to żółty karzeł, gwiazda podobna do Słońca; należy do typu widmowego G1. Ma temperaturę około 5960 K. Jej masa jest o około 16% większa od masy Słońca, ma promień o ok. 14% większy niż promienia Słońca. Jest najprawdopodobniej znacznie młodsza od Słońca, jej wiek ocenia się na 1,7 miliarda lat. Jest niewidoczna gołym okiem, jej obserwowana wielkość gwiazdowa to ok. 12m.
W 2007 roku odkryto krążącą wokół tej gwiazdy planetę HAT-P-5 b (Kráľomoc). Planeta jest gazowym olbrzymem o masie bardzo podobnej do masy Jowisza, ale obiegającym gwiazdę w odległości 0,04 au (dziesięciokrotnie bliżej niż przebiega orbita Merkurego w Układzie Słonecznym), czyli tzw. gorącym jowiszem.
| Towarzysz    | Masa [MJ]   | Promień [RJ] | Okres orbitalny [[[doba\|d]]] | Półoś wielka [[[jednostka astronomiczna\|au]]] | Ekscentryczność |
| b (Kráľomoc) | 1,06 ± 0,11 | 1,252 ± 0,05 | 2,788491 ± 2,5×10–5           | 0,04079 ± 0,00076                              | 0,0             |